# Futoku no Guild
Futoku no Guild (不徳のギルド Futoku no Girudo?) es una serie de manga japonesa escrita e ilustrada por Taichi Kawazoe. Ha sido seriealizada en la revista de manga shōnen Monthly Shōnen Gangan de Square Enix desde junio de 2017, con sus capítulos recopilados en nueve volúmenes de tankōbon. Una adaptación de la serie al anime de TNK se estrenó el 5 de octubre de 2022.

## Argumento
Kikuru Madan es un cazador de monstruos con un excelente rendimiento debido a su particular trabajo en el bosque. Pero ha decidido dejar su trabajo por miedo a desperdiciar su propia juventud. En realidad, la verdadera razón es que uno de sus amigos se casó. Un día hay un nuevo recluta promesa. Enome, la recepcionista del gremio, le pide que acompañe a Hitamu Kyan, la artista marcial erótica, para mantenerla a salvo y enseñarle a trabajar. Así que decidió aceptar la petición. La razón es que se preocupaba por ella y que quería convertirla en su sucesora antes de retirarse por completo. Lamentablemente, su plan de retirarse se derrumba con la inutilidad de Hitamu, que siempre atrae a los monstruos. Entonces, ¿podrá Kikuru Madan retirarse en paz, con la presencia de algunos inútiles aprendices?

## Personajes
Kikuru Madan (キクル・マダン?)
 Seiyū: Katsumi Fukuhara
Protagonista principal de la historia. Es un joven cazador que se ha visto obligado a entrenar duro desde que era un niño y comenzó el combate real a la edad de 18 años. Lamenta haber perdido sus "años dorados de la adolescencia". Sueña con ingresar a la universidad, disfrutar de la vida en el campus y tener una novia como sus compañeros. Es el "as" más activo de Mebuki, el pueblo donde transcurre la historia, pero no es muy conocido en los medios porque quiere jubilarse lo antes posible. Parece tener sentimientos por Enome.
Hitamu Kyan (ヒタム・キャン?)
 Seiyū: Karin Isobe
Es una artista marcial que es el primer miembro del grupo de Kikuru. Tiene la desafortunada suerte de atraer y ser humillada por monstruos más que otros. Hitamu es una persona animada, alegre y despreocupada, que actúa según sus emociones en lugar de la lógica. Debido a esto, tiene una personalidad interesante pero problemática. Aunque es tranquila y directa, es notoriamente superficial, como cuando se lanza contra un enemigo sin pensar solo en retroceder. Su comportamiento chiflado, como caerse en la batalla, siempre la pone en accidentes eróticos. Ella comienza a desarrollar sentimientos por Kikuru.
Maidena Angers (メイデナ・アンジェ Meidena Anje?)
 Seiyū: Ayano Shibuya
Es una maga curativa que se une al grupo de Kikuru. A pesar de tener una apariencia frágil, ella tiene 15 años. Al principio, malinterpretó a Kikuru tachándolo de pervertido y tomó una actitud fría, pero gradualmente comienza a abrirse hacia los demás.
Tokishikko Dana (トキシッコ・ダナー Tokishikko Danā?)
 Seiyū: Yō Taichi
Es una maga oscura. Aunque puede usar una poderosa magia de ataque con su bastón, sus reflejos están apagados debido a la falta de ejercicio, lo que dificulta golpear al enemigo. Como resultado de usar una gran habilidad para lanzar una lanza, puede terminar autodestruyéndose o haciendo fuego amigo.
Hanabata Nohkins (ハナバタ・ノーキンス Hanabata Nōkinsu?)
 Seiyū: Yuna Kamakura
Una paladín que es hija del presidente del famoso fabricante de armas Norkin Sports y amiga de la infancia de Tokishikko. Su arma es un martillo con una punta en forma de pétalo, que deja una marca en forma de pétalo en el oponente al que golpea. Digna y cortés, con una fuerza sobrehumana, capacidad de lucha y una fuerte ética de trabajo, a primera vista parece una fuerza de combate decente, pero tiene el serio inconveniente de que perderá el control si se convierte en una "flor loca". Los guerreros pueden usar la habilidad "locura" para enviar maná de todo su cuerpo a sus cerebros y, a cambio de perder la cordura, liberan sus limitadores y producen un poder intenso. Causa "enfermedad de maná" que excede la cantidad permitida, y el maná que ha perdido el control circula a gran velocidad por el cuerpo y se convierte en una "flor loca" que refuerza el organismo. En ese momento, su comportamiento y expresiones faciales se vuelven infantiles como si estuviera borracho con alcohol. A igual que sus compañeras del grupo, siente algo por Kikuru.
Noma Rune (ノマ・ルーン Noma Rūn?)
 Seiyū: Saho Shirasu
Un muchacho de la raza de los elfos que usa magia de ataque y de curación. Por su apariencia y personalidad delicada muchos creen que es una mujer.
Enome (エノメ?)
 Seiyū: Rumi Ōkubo
La recepcionista del gremio y madre de Eshune. Tiene 31 años a pesar de lucir muy joven y tener un cuerpo bien dotado. Debido a que ha sido amable con Kikuru, este desarrolla sentimientos hacia ella, pero Enome solo lo ve como un hermano. Al enterarse de que Kikuru planea retirarse para disfrutar su juventud, ella le organiza hermosas chicas una tras otra para formar un grupo de aventureros. Debido a que su esposo está ausente desde hace mucho tiempo, ella no habla mucho de él.
Eshune (エシュネ?)
 Seiyū: Yuyu Shoji
Ella es la hija de Enome y ayuda en el gremio. Tiene 11 años. Se caracteriza por llevar tres pasadores, que parecen un emoticón de un guiño. Se parece mucho a su madre en apariencia. Odia a su padre, cuyo rostro ni siquiera conoce, y hace todo lo posible para juntar a su madre y Kikuru para que los dos se casen algún día.

## Contenido de la obra

### Manga
Escrito e ilustrado por Taichi Kawazoe, Futoku no Guild comenzó su serialización en la revista de manga shōnen Monthly Shōnen Gangan de Square Enix el 12 de junio de 2017. Sus capítulos han sido recopilados en quince volúmenes de tankōbon.

#### Lista de volúmenes
| Volúmenes de manga publicados | Volúmenes de manga publicados | Volúmenes de manga publicados |
| Número                        | Fecha de lanzamiento          | ISBN                          |
| ----------------------------- | ----------------------------- | ----------------------------- |
| 1                             | 22 de marzo de 2018           | ISBN 978-4-75-755623-2        |
| 2                             | 21 de julio de 2018           | ISBN 978-4-75-755781-9        |
| 3                             | 22 de febrero de 2019         | ISBN 978-4-75-756008-6        |
| 4                             | 9 de agosto de 2019           | ISBN 978-4-75-756234-9        |
| 5                             | 12 de febrero de 2020         | ISBN 978-4-75-756497-8        |
| 6                             | 11 de agosto de 2020          | ISBN 978-4-75-756795-5        |
| 7                             | 12 de febrero de 2021         | ISBN 978-4-75-757088-7        |
| 8                             | 11 de agosto de 2021          | ISBN 978-4-75-757419-9        |
| 9                             | 11 de marzo de 2022           | ISBN 978-4-75-757806-7        |
| 10                            | 12 de septiembre de 2022      | ISBN 978-4-75-758132-6        |
| 11                            | 10 de marzo de 2023           | ISBN 978-4-75-758464-8        |
| 12                            | 12 de septiembre de 2023      | ISBN 978-4-75-758784-7        |
| 13                            | 12 de marzo de 2024           | ISBN 978-4-75-759094-6        |
| 14                            | 12 de septiembre de 2024      | ISBN 978-4-75-759411-1        |
| 15                            | 12 de marzo de 2025           | ISBN 978-4-75-759730-3        |

### Anime
Una adaptación de la serie al anime fue anunciada el 11 de marzo de 2022. La serie es producida por TNK y dirigida por Takuya Asaoka, con guiones escritos por Kazuyuki Fudeyasu, diseños de personajes a cargo de Hiraku Kaneko y música compuesta por Ryō Shirasawa. Se estrenó el 5 de octubre de 2022 en AT-X y otros canales. El tema de apertura es NevertheFever!!", interpretado por Sayaka Sasaki, mientras que el tema de cierre es "Sugar Sugar Spice" (シュガー・シュガー・スパイス Shugā Shugā Supaisu?), interpretado por Minami Kuribayashi. Sentai Filmworks obtuvo la licencia de la serie fuera de Asia.